# Красна Дубрава (Калінінградська область)
Красна Дубрава (рос. Красная Дубрава) — селище Славського району, Калінінградської області Росії. Входить до складу Большаковського сільського поселення.
Населення —  138 осіб (2015 рік). 

## Населення
| 2002 | 2010 |
| ---- | ---- |
| 167  | ↘138 |